# Saint-Maurice-de-Satonnay
Saint-Maurice-de-Satonnay ist eine französische Gemeinde im Département Saône-et-Loire in der Region Bourgogne-Franche-Comté (vor 2016 Bourgogne). Sie gehört zum Arrondissement Mâcon und zum Kanton Hurigny (bis 2015 Lugny). Die Gemeinde hat 484 Einwohner (Stand: 1. Januar 2022).

## Geografie
Saint-Maurice-de-Satonnay liegt etwa 13 Kilometer nordnordwestlich des Stadtzentrums von Mâcon, am Ufer des Flusses Mouge, in den hier auch sein Zufluss Petite Mouge einmündet. Umgeben wird Saint-Maurice-de-Satonnay von den Nachbargemeinden Péronne im Norden, Clessé im Osten und Nordosten, Laizé im Osten und Südosten, Verzé im Süden und Südwesten, Igé im Westen und Südwesten sowie Azé im Westen und Nordwesten.
Die Gemeinde gehört zum Weinbaugebiet Bourgogne.

## Bevölkerungsentwicklung
| Jahr                      | 1962 | 1968 | 1975 | 1982 | 1990 | 1999 | 2006 | 2011 | 2016 |
| Einwohner                 | 296  | 269  | 275  | 313  | 349  | 346  | 415  | 421  | 495  |
| Quelle: Cassini und INSEE |      |      |      |      |      |      |      |      |      |

## Sehenswürdigkeiten

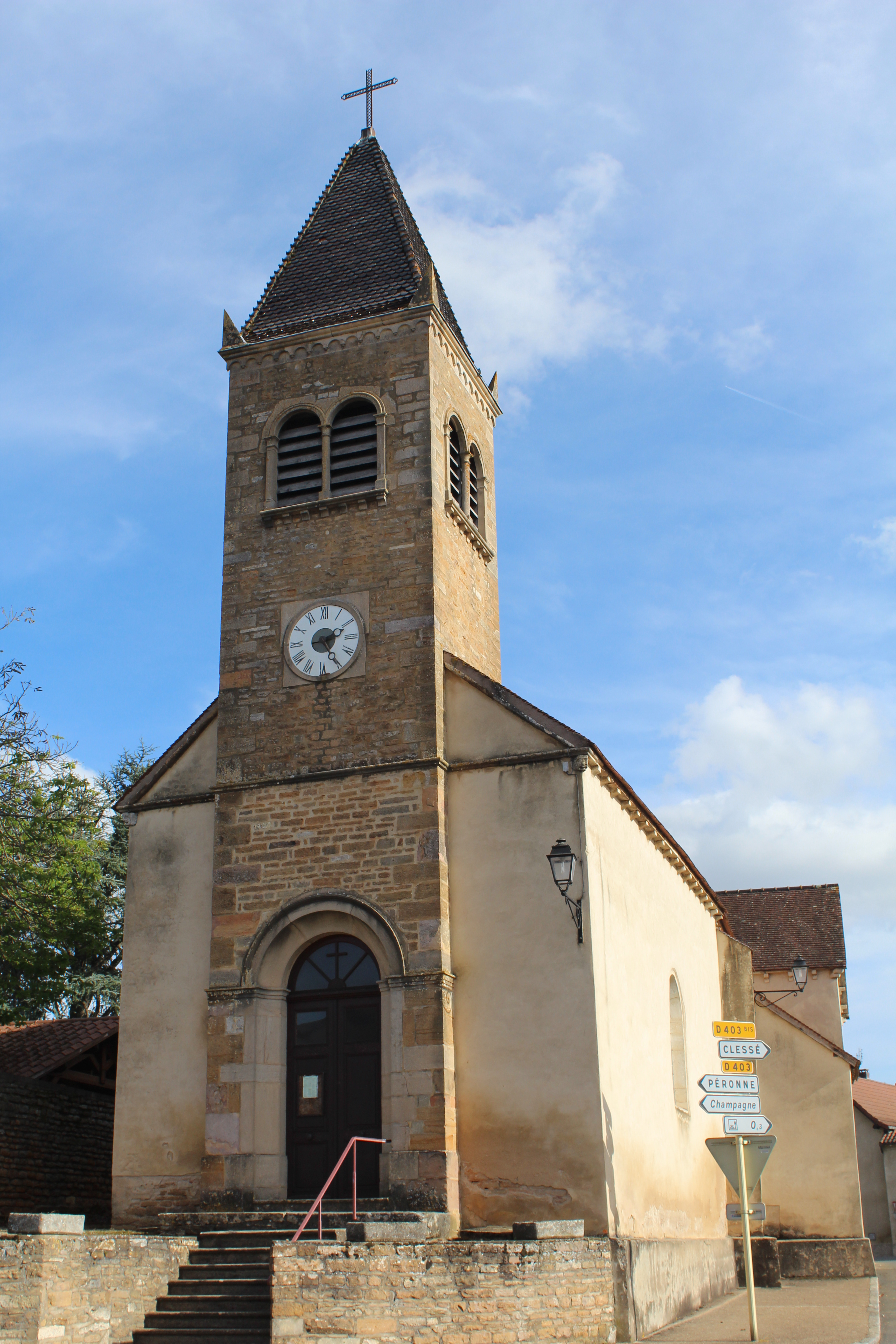
Kirche Saint-Denis
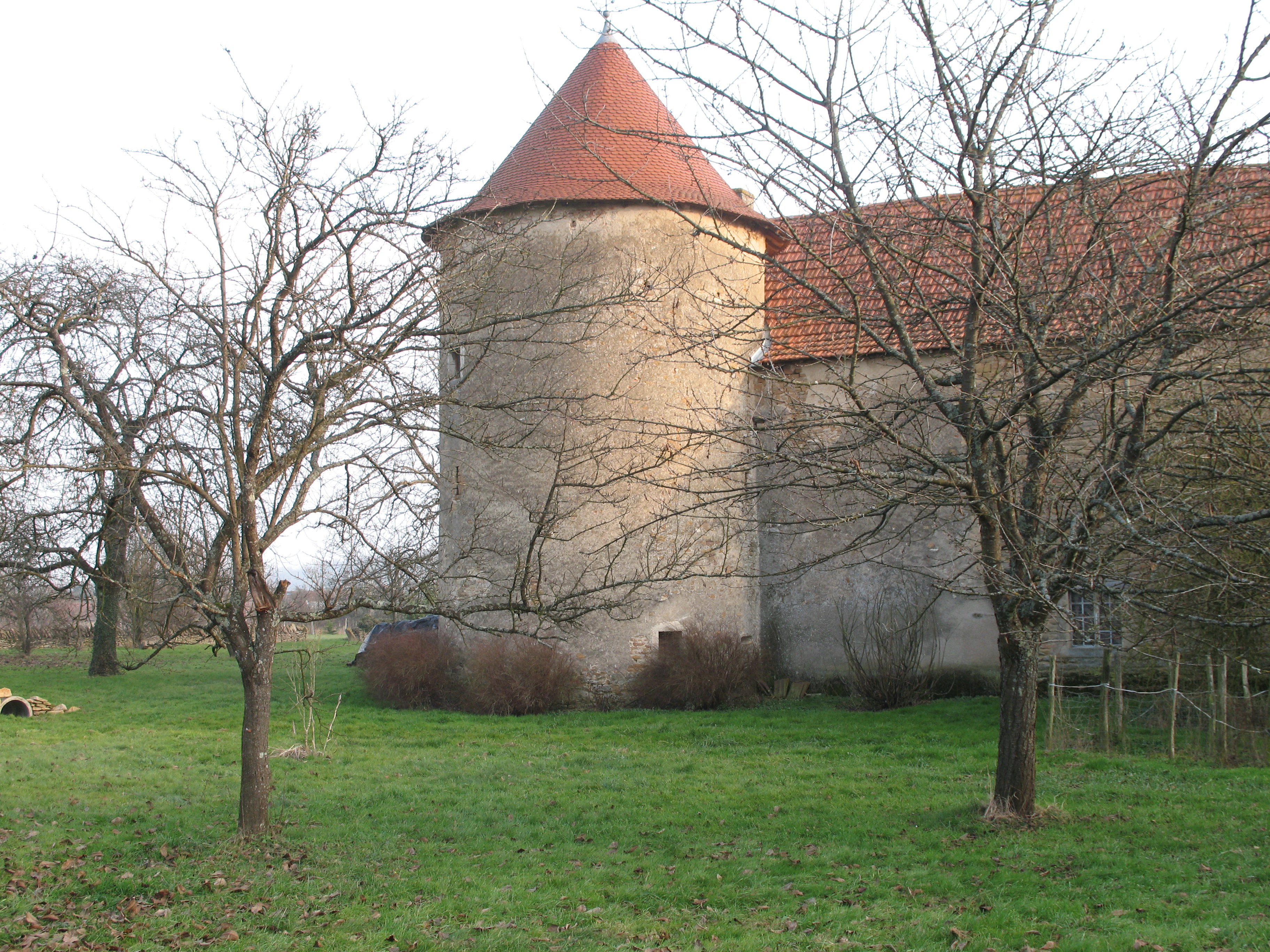
Schloss Saint-Mauris

- Kirche Saint-Denis
- Schloss Saint-Mauris